# Pennahia argentata
Cá thù lù bạc hay cá đù trắng (Danh pháp khoa học: Pennahia argentata) là một loài cá biển trong họ cá lù đù Sciaenidae thuộc bộ cá vược, phân bố ở Tây Thái Bình Dương, tại Nhật Bản, Trung Quốc và Việt Nam (Vịnh Bắc bộ, Trung bộ và Đông Nam bộ). Trong tiếng Anh, nó được gọi là Silver jewfish, Silver croaker, White croaker, trong tiếng Nhật nó có tên là Ishi-mochi, Shiroguchi, Shiro-guchi, trong tiếng Hàn: Po-gu-ch'i. Đây là một trong những loài cá có giá trị kinh tế, được khai thác quanh năm. Chúng là nguyên liệu cho món Kamaboko của Nhật Bản.

## Đặc điểm
Cá có kích cỡ từ 180–200 mm. Thân cá dài, dẹp bên, khá cao, miệng xiên và rộng. Bóng bơi hình củ cà rốt với 25-27 đôi nhánh phụ phân nhánh. Vây lưng có 9–10 tia cứng, tiếp theo là một khe thấp, phần thứ hai của vây lưng có 1 tia cứng và 25–28 tia mềm. Vây ngực khá dài, bằng khoảNg 1/4 chiều dài tiêu chuẩn. Vây hậu môn có 2 tia cứng và 7-8 tia mềm, tia cứng thứ hai tương đối yếu. Vây đuôi lồi dạng thoi tù. Đường bên chạy đến gốc vây đuôi. Hàm trên đạt tới viền sau mắt. Hàm dưới ngắn hơn một nửa chiều dài đầu. Răng phân biệt rõ ràng thành răng lớn và răng nhỏ ở cả hai hàm. Không có răng nanh điển hình.